# Sofía Toro
Sofía Toro Prieto-Puga (* 19. August 1990 in A Coruña) ist eine spanische Seglerin.

## Erfolge
Sofía Toro nahm an den Olympischen Spielen 2012 in London mit Ángela Pumariega als Crewmitglied von Rudergängerin Támara Echegoyen in der Bootsklasse Elliott 6m teil. In der im Match Race ausgetragenen Regatta qualifizierte sich das spanische Boot als Dritter der Gruppenphase für das Viertelfinale. Nach einem Sieg gegen Frankreich wurde auch das russische Boot im Halbfinale geschlagen, ehe man im Finale mit 3:2 gegen die Australierinnen gewann, sodass Toro, Pumariega und Echegoyen Olympiasiegerinnen wurden. Im Jahr darauf gehörte sie zudem in Busan zur spanischen Crew, die die Weltmeisterschaft gewann. Bereits 2011 wurde sie im Elliott Europameisterin.